# 王添灯

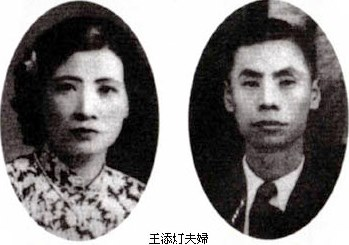
王添灯與染上痢疾早逝的妻子黃七

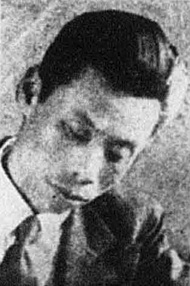

王添灯（1901年8月8日〔舊曆6月24日〕—1947年3月），字子文，臺灣政治人物，出生於臺北廳文山郡新店庄（今新北市新店區），為臺灣文化協會成員、臺灣省茶業股份有限公司董事長、臺灣省茶業商業同業公會理事長、臺灣省政治建設協會理事長、三民主義青年團臺北分團主任，1946年當選為臺灣省參議會參議員，並任《人民導報》社長、《自由報》社長。二二八事件中遭人強行帶走後失蹤，後來遭詢問，因不屈服而遭活活燒死。

## 生平
王添灯於安坑公學校（今新北市新店區安坑國民小學）畢業後，進入新店役場工作，並就讀成淵中學夜間部，隨後調任臺北市役所。
成淵中學畢業後，轉任新店庄役場庶務主任，但是任內以涉嫌抗日言行曾遭日本警察禁錮。添灯出獄後在蔡式穀之律師事務所擔任書記。
1929自特別科畢業後，通過文官考試，於1929年轉任臺北市役所社會課職員。在服公職時曾因涉嫌反日行為遭日警拘禁，辭去公職，致力振興漢醫運動，主編《臺灣皇漢醫界》之日文欄。
1930年8月臺灣地方自治聯盟成立；1931年臺灣地方自治聯盟臺北支部成立，王參議員被推舉為參加全島大會的十二名代表之一。
1931年出版《台灣市街庄政之實際》一書，為當時第一本討論臺灣施行地方自治之專書。
1932年3月，在台北市開設文山茶行從事茶葉生意，為臺灣六大茶行之一，跨足中國華北、滿州及南洋市場，大連、天津、沖繩、新加坡等地皆設有分店。
1945年第二次世界大戰結束後，台灣被中華民國政府接收，添灯出任茶葉公會理事長，並活躍於政壇及新聞界。1945年9月參加三民主義青年團；1946年4月擔任臺灣省政治建設協會理事；1946年5月擔任臺灣區臺北分團主任。
1946年當選臺灣省議會參議員，因在議會上直言諤諤，強烈批判行政長官公署腐敗、公務人員貪污，人稱「鐵面議員」。6月王添灯接替宋斐如任《人民導報》社長。6月8日，在《人民導報》刊登文章抨擊高雄市警察局壓迫農民，遭特務系統及國民黨黨務系統控告，史稱「王添灯筆禍事件」。8月與蔡慶榮、蕭友三等組創《自由報》，王添灯任社長。
1947年二二八事件爆發，王添灯在「二二八事件處理委員會」擔任理事，並被選為主席，負責草擬《三十二條處理大綱》。據時任台灣省行政長官公署英文秘書鄭士釗的說法，當群眾攻佔臺灣廣播公司臺北電台後，聽到王添灯高呼「革命的鮮血不會白流」。
根據左翼人士晚年的說法稱，《自由報》同仁蘇新（老台共，台盟成立後任台盟常務理事）、蔡子民（曾任台盟主席）、潘欽信（老台共，台盟成立後加入台盟）、蕭來福（老台共，後加入台盟）等為社長王添灯（二·二八處理委員會委員、宣傳組長）當參謀，幫助他整理和草擬二·二八處理委員會提案、廣播稿等。之後王添灯將《三十二條處理大綱》提交給處理委員會，並向中央及全國廣播其內容。據中國共產黨員蘇新晚年的回憶，當他們遇到重大問題或意見不一致時，則向台工委書記蔡孝乾請示。重慶紅岩革命歷史博物館研究員徐康對此表示，在二二八處理委員會與當局進行的談判中，剛剛成立的中共台工委，因勢利導扮演了一個特殊而重要的角色。據中國共產黨員蘇新晚年的說法稱，共產黨員潘欽信、蕭友山和蔡子民三人將處委會得到對事件處理的意見綜合起來研究討論，然後由潘欽信執筆，草擬《三十二條處理大綱》，學者陳翠蓮對此種說法表示其缺乏不同來源的史料加以佐證，說服力較為薄弱，目的是為了自我辯護，藉著該大綱凸顯自身在二二八鬥爭中的功勞，因為文化大革命時期台灣人在中國大陸處境艱困，左翼人士被指為二二八事件逃兵，其回憶史料的可信度有待斟酌。
3月8日國軍部隊抵台展開鎮壓行動，陳儀宣布「二二八處理委員會」為非法組織而命令解散，友人建議他先躲起來避風頭，但王添灯不肯。3月11日（一說3月10日）凌晨，王添灯於家中睡夢中遭到著私服的人員捉走，同車被捉的還有陳炘，從此一去不回。在長官公署任職的鄭士釗曾提到王之後可能被處決了。根據王添灯之子王政統的口述，第一批來抓王添灯的人穿著私服，把人捉走了。第二批來捉的人是穿軍服的憲兵，家人氣憤的說王添灯早被捉去了。
根據〈人民導報〉編輯、中國共產黨員蘇新的說法，王添灯被捕後，飽受酷刑，鮮血從臉上往下流，仍大罵憲兵第四團團長張慕陶，張慕陶命令衛兵淋上汽油活活燒死，屍體丟入淡水河，據說王添灯是在西門町的東本願寺（現獅子林大樓、誠品一帶）被淋上汽油燒死。

## 評價與紀念
林濁水認為228和平運動的主調是訴求被屠殺的社會菁英...他們之中除了王添灯早就自覺自己面臨死亡的覺悟外，其他的菁英名流並非揭竿起義之徒，甚至連王添灯那樣的心理準備都沒有，換句話說，他們基本上都是寃死的。。

1995年10月行政院成立財團法人二二八事件紀念基金會，秉持物質補償與精神撫慰並濟之原則，受理228補償申請、核發補償金。1997年11月24日，王添灯遺族家屬向二二八基金會提出賠償申請，獲決議通過核發賠償金600萬元。
臺北市二二八和平紀念公園內的二二八紀念館中立有王添灯銅像，背後為他擔任「二二八事件處理委員會」宣傳組長時負責草擬的《三十二條處理大綱》。美國國會眾議員基爾·庫特耐特（Gil Gutknecht）至紀念館參觀時寫下感言：「這32條要求是台灣民主運動最早的文件之一。美國人民認同並喝采以往台灣在民主上的成就，也支持台灣人民持續追求未來的權利。」

## 影視作品
- 2016年 電視劇《紫色大稻埕》，由王耿豪飾演。

## 脚注
1. ↑  蘇新於1967年文革時被打成叛徒下放河南，後來寫信附一大疊資料給中共領導人華國鋒要求平反[12]，於1978年得到平反，1981年逝世。

## 相關研究
- 陳君愷，〈穿透歷史的迷霧──王添灯的思想、立場及其評價問題〉，收錄於第六屆中華民國史專題討論會秘書處編，《20世紀臺灣歷史與人物─第六屆中華民國史專題論文集─》，臺北：國史館，2002，頁1063-1106。

## 外部連結
- 台灣新文學史-陳芳明教授主講-【王添灯】 （页面存档备份，存于）